# Историја Јевреја у Литванији
Историја Јевреја у Литванији обухвата период од 14. века до данас. Још увек постоји мала заједница у земљи, као и велика литванска јеврејска дијаспора у Израелу, Сједињеним Државама и другим земљама.

## Рана историја
Порекло Јевреја из Литваније било је предмет многих спекулација. Први поуздани документ који потврђује присуство Јевреја у Великој кнежевини Литванији је повеља из 1388. године о давању привилегија Јеврејима у Тракају. Окупљање раштрканих јеврејских досељеника у довољном броју и са довољно моћи да формирају заједнице и добију привилегије од својих литванских владара подразумева пролазак знатног времена од првих миграција. Стога су разни историчари покушавали да тврде да су Јевреји раније мигрирали у Литванију. На пример, Абрахам Харкави (1835—1919) је тврдио да су се први Јевреји доселили у 10. веку из Хазарског каганата. Други историчари тврде да су Јевреји мигрирали из Немачке у 12. веку. Немачки Јевреји су били прогањани током ере крсташких ратова. Традиционални језик велике већине Јевреја у Литванији, јидиш, у великој је мери заснован на средњовековном немачком који говоре западногермански јеврејски имигранти. Друга теорија је да су Јевреји мигрирали за време владавине великог кнеза Гедимина (владао 1316—1341) привучени његовим позивом трговаца и занатлија 1323—1324 и економским приликама — у то време Литванија није имала градове у западном смислу те речи, без Магдебуршког права или затворених цехова. У 14. веку, Велика кнежевина Литванија се проширила на Галицију-Волинску државу и Кијевску кнежевину, територије које су већ насељавали Јевреји. После смрти Казимира III (1370), стање Јевреја се променило нагоре. Утицај римокатоличког свештенства на пољском двору је растао; Лајош I Анжујски је био равнодушан према добробити својих поданика, а његова жеља да преобрати Јевреје у хришћанство, заједно са повећаном имиграцијом Јевреја из Немачке, изазвала је забринутост пољских Јевреја за своју будућност.
Војвода Витолд је 24. јуна 1388. доделио привилегије Јеврејима Тракаја. Касније су сличне привилегије добили Јевреји из Бреста (1. јула 1388), Гродна (1389), Луцка, Владимира и других великих градова. Повеља је настала по узору на сличне документе које је Казимир, а раније и Болеслав од Калиса, доделио Јеврејима у Пољској 1264. Стога се чини више него вероватним да су утицајни пољски Јевреји сарађивали са водећим литванским заједницама у обезбеђивању повеља од Витолда.
Према повељи, литвански Јевреји су формирали класу слободних људи који су у свим кривичним предметима били директно под јурисдикцијом великог војводе и његових званичних представника, а у ситним парницама под јурисдикцијом локалних чиновника на равноправној основи са нижим племићима, бојари и други слободни грађани. Званични представници пољског краља и великог кнеза били су војвода (палатин) у Пољској и старешина (староста) у Литванији, који су били познати као „јеврејске судије”, и њихови заменици. Јеврејски судија је одлучивао о свим предметима између хришћана и Јевреја и свим кривичним парницама у којима су Јевреји били у питању; у грађанским парницама, међутим, поступао је само по пријави заинтересованих страна. Свака страна која није послушала позив судије морала је да му плати новчану казну. Њему су припадале и све новчане казне наплаћене од Јевреја за мање прекршаје. Његове дужности су укључивале старатељство над личностима, имовином и слободом веровања Јевреја. Није имао право никога да позове у свој суд осим на тужбу заинтересоване стране. У питањима вере Јевреји су добили широку аутономију.
Према овим праведним законима, Јевреји Литваније су достигли степен просперитета који није био познат њиховим пољским и немачким истоверницима у то време. Заједнице Бреста, Гродна, Тракаја, Луцка и Минска брзо су расле у богатству и утицају. Свака заједница је на челу имала јеврејског старешину. Ове старешине су представљале заједнице у свим спољним односима, у обезбеђивању нових привилегија и у регулисању пореза. Такви чиновници се, међутим, не називају титулом „старешина” пре краја 16. века. До тада је у документима само стајало, на пример, да се „брестски Јевреји понизно примењују” итд. При ступању на дужност старешине су под заклетвом изјавиле да ће верно обављати дужност и да ће се одрећи дужности у истека назначеног рока. Старешина је деловао заједно са рабином, чија је надлежност обухватала све јеврејске послове изузев судских предмета додељених суду намесника, а овај краљу. У религиозним питањима, међутим, жалба на одлуку рабина и старешине била је дозвољена само савету који су чинили главни рабини краљевих градова.
Витодова добра воља и толеранција приволели су га својим јеврејским поданицима, а међу њима је дуго времена била присутна традиција о његовој великодушности и племенитости карактера. Његов рођак, краљ Пољске Јагело, није се мешао у управу за време Витодовог живота.

## Јагелова владавина
Године 1569. Пољска и Литванија су уједињене у Лублинску унију. То је генерално било време просперитета и релативне сигурности за Јевреје обе земље (са изузетком устанка у 17. веку). Међутим, неколико догађаја, као што је протеривање Јевреја из Великог војводства Литваније између 1495. и 1503. године, догодило се управо у Литванији.
Казимира је на месту краља Пољске наследио његов син Јован Алберт, а на литванском престолу млађи син Александар Јагелон. Потоњи је потврдио повељу о привилегијама које су Јеврејима дали његови претходници и чак им дао додатна права. Јеврејски повериоци његовог оца добили су део износа који им је припадао, а остатак је задржан под разним изговорима. Повољан однос према Јеврејима који је генерацијама карактерисао литванске владаре неочекивано је и радикално промењен декретом који је објавио Александар априла 1495. Овим декретом је свим Јеврејима који су живели у ужој Литванији и на суседним територијама по кратком поступку наређено да напусте земљу.
Протеривање очигледно није било праћено уобичајеним окрутностима; јер није било народног анимозитета према литванским Јеврејима, а декрет се сматрао чином самовољности апсолутног владара. Део племства је, међутим, одобрио Александров указ, очекујући да ће профитирати одласком својих јеврејских поверилаца, на шта указују бројне тужбе о повратку прогнаника у Литванију 1503. Из јеврејских извора се зна да су неки од изгнаници су мигрирали на Крим, а да се далеко већи број настанио у Пољској, где су се, по дозволи краља Јована Алберта, настанили у градовима који су се налазили у близини литванске границе. Ова дозвола, дата у почетку на период од две године, продужена је „због крајњег сиромаштва Јевреја због великих губитака које су они претрпели”. Проширење, које се односило на све градове краљевине, омогућило је уживање свих слобода које су биле дате њиховој пољској браћи. Протерани Караити (јеврејски верски покрет који карактерише признавање само писане Торе као њеног врховног ауторитета у јеврејском верском праву) су се населили у пољском граду Ратно, сада познатом као Ратне, у Украјини.
Узроци неочекиваног протеривања су вероватно били многи, укључујући верске разлоге, потребу да се попуни исцрпљена ризница одузимањем новца Јевреја, лични анимозитет и други разлози.
Убрзо након што је Александар ступио на престо Пољске, дозволио је јеврејским прогнанима да се врате у Литванију. Почев од марта 1503. године, као што показују документи који још увек постоје, враћене су им куће, земље, синагоге и гробља и дата им је дозвола да наплате своје старе дугове. Нова повеља о привилегијама омогућила им је да живе широм Литваније као и раније. Повратак Јевреја и њихов покушај да поврате своје старе поседе довели су до многих потешкоћа и тужби. Александар је нашао за сходно да изда додатни декрет (априла 1503), којим је упућивао свог намесника да спроводи закон. Упркос томе, Јевреји годинама нису повратили део имовине.
Истовремено, средина 16. века била је сведок све већег антагонизма између мањег племства и Јевреја. Њихови односи су се затегли, а непријатељство хришћана почело је да ремети живот литванских Јевреја. Антијеврејско осећање, у почетку због економских узрока изазваних конкуренцијом, подстицало је свештенство, које је потом било укључено у крсташки рат против јеретика, посебно лутерана, калвиниста и Јевреја. Реформација, која се проширила из Немачке, имала је тенденцију да ослаби оданост Римокатоличкој цркви. Чести су случајеви удаје католичких жена за Јевреје, Турке или Татаре. Виленски бискуп се жалио Жигмунду Августу на учесталост таквих мешовитих бракова и на образовање потомства у вери њихових отаца. Шљахта је у Јеврејима видела опасне конкуренте у трговачким и финансијским подухватима. У свом опхођењу са пољопривредним класама, господари су преферирали Јевреје као посреднике, стварајући тако осећај повреде код шљахте. Ослобађање Јевреја од војне службе и моћ и богатство јеврејских порезника појачали су негодовање шљахте. Припадници племства, попут Борзобогатија, Загоровског и других, покушавали су да се такмиче са Јеврејима као закупцима царинских прихода, али никада нису успели. Пошто су Јевреји живели у градовима и на краљевим земљама, племство није могло да има никакву власт над њима нити да од њих извлачи профит. Нису имали чак ни право да насељавају Јевреје на своја имања без дозволе краља; али, с друге стране, често их је нервирало подизање на њиховим имањима наплатних кућа јеврејских порезника.
Литванско племство је настојало да обезбеди већу власт над Јеврејима. На сабору у Вилни 1551. године племство је тражило увођење посебног метарског пореза од једног дуката по глави становника, а племићи су тражили да се јеврејским порезницима забрани да подижу митнице или постављају страже у кафанама на њиховим имањима.
Противљење Јеврејима се коначно искристалисало и нашло дефинитиван израз у репресивном литванском статуту из 1566. године, када је литванским племићима први пут дозвољено да учествују у националном законодавству. Став дванаести овог статута садржи следеће чланове:
Јевреји неће носити скупу одећу, нити златне ланце, нити ће њихове жене носити златне или сребрне украсе. Јевреји неће имати сребрне носаче на сабљама и бодежима; они ће се разликовати по карактеристичној одећи; носиће жуте капе, а њихове жене мараме од жутог платна, да би сви могли разликовати Јевреје од хришћана.
Остала ограничења сличне природе садржана су у истом ставу. Краљ је проверио жељу племства да суштински измени старе повеље Јевреја.

## У пољско-литванској заједници
После смрти Сигисмунда Аугуста, пољски и литвански племићи окупили су се 1573. у Варшави и потписали документ у којем су свим представницима свих главних религија обећали међусобну подршку и толеранцију. Следећих осам или девет деценија материјалног просперитета и релативне безбедности које су искусили пољски Јевреји — написао је професор Гершон Хундерт — сведочи о појави „виртуелне галаксије искричавих интелектуалних личности”. Јеврејске академије су основане у Лублину, Кракову, Бриску, Лвову, Острогу и другим градовима. Пољска и Литванија су биле једине земље у Европи у којима су Јевреји култивисали своја интересовања.
Бес устанка Хмељницког уништио је организацију литванских јеврејских заједница. Преживели који су се вратили на своје старе домове у другој половини 17. века били су практично сиромашни. Ратови који су непрестано беснели на литванској територији донели су пропаст читавој земљи и лишили Јевреје могућности да зарађују више од голе егзистенције. Интензитет њихове борбе за егзистенцију није им оставио времена да поново успоставе услове који су постојали до 1648. Јан Казимир је настојао да побољша њихово стање дајући разне уступке јеврејским заједницама у Литванији. Покушаји повратка старом поретку у комуналној организацији нису изостајали, што је видљиво из савремених докумената. Тако су 1672. године јеврејске старешине из разних градова и села у Великој кнежевини Литванији обезбедиле повељу од краља Михаила Вишњевецког, којом је указао „да због све већег броја Јевреја кривих за преступе против Шљахте и других хришћана, које резултирају непријатељством хришћана према Јеврејима, а због неспособности јеврејских старешина да казне такве преступнике, које штите господари, краљ дозвољава кахалима да позову злочинце пред јеврејске судове ради казне и искључење из заједнице када је то потребно”. Напори да се оживи стара моћ кахала (теократска организациона структура у древном израелском друштву према хебрејској Библији) нису били успешни. Осиромашени јеврејски трговци, који нису имали сопствени капитал, били су приморани да позајмљују новац од племства, од цркава, конгрегација, манастира и разних верских редова. Зајмови од потоњих су обично били на неограничени рок и били су обезбеђени хипотекама на непокретностима кахала. Кахали су се тако одужили свештенству и племству.
Године 1792. јеврејско становништво Литваније процењено је на 250.000 (у поређењу са 120.000 1569. године). Цела трговина и индустрија Литваније, која је сада брзо опадала, била је у рукама Јевреја. Племство је живело највећим делом на својим имањима и салашима, од којих су некима управљали јеврејски закупци. Градска имања била су концентрисана у поседу манастира, цркава и мањег племства. Хришћански трговци су били сиромашни. Такво је било стање у Литванији у време друге поделе Пољске (1793), када су Јевреји постали поданици Русије.

## Јеврејска култура у Литванији
За оснивање јешивота у Литванији заслужни су литванско-пољски Јевреји који су студирали на западу и немачки Јевреји који су мигрирали отприлике у то време у Литванију и Пољску. Врло мало се зна о овим раним јешивотима. Ни о њима ни о истакнутим литванским рабинима се не помињу у јеврејским списима све до 16. века. Први познати рабински ауторитет и глава јешиве био је Исак Безалил из Владимира, Волинија, који је већ био старац када је Соломон Лурија отишао у Острох у четвртој деценији 16. века. Још један рабински ауторитет, Калман Хаберкастер, рабин из Острога и претходник Лурије, умро је 1559. Повремене референце на јешиву из Бреста налазе се у списима савремених рабина Соломона Лурије (умро 1585), Мојсија Исерлеса (умро 1557). Давид Ганс (умро 1589), који говоре о његовој делатности. За јешивот Острошки и Владимир у Волинији познато је да су средином 16. века били у процвату и да су се њихове главе међусобно бориле у талмудској учености. Ганс помиње и шефа јешиве Кременец, Исака Коена (умро 1573), о коме се иначе мало зна.
У време Лублинске уније, Соломон Лурија је био рабин Острога и сматран је једним од највећих талмудских ауторитета у Пољској и Литванији. Краљ Сигисмунд је 1568. наредио да се тужбе између Исака Бородавке и Мендела Исаковича, који су били сарадници у пољопривреди одређених царинских пореза у Литванији, однесу на одлуку рабину Соломону Лурији и двојици помоћних рабина из Пинска и Тикоћина.
Далекосежни ауторитет водећих рабина Пољске и Литваније, и њихово широко познавање практичног живота, видљиви су из бројних одлука наведених у изјавама сколара. Рабин Меир Сак се цитира на следећи начин: Протестујем против обичаја наших општинских вођа да купују слободу Јевреја злочинаца. Таква политика подстиче злочин у нашем народу. Посебно ме мучи што захваљујући свештенству такви злочинци могу избећи казну прихватањем хришћанства. Погрешна побожност тера наше вође да поткупе чиновнике, како би спречили такве конверзије Требало би да покушамо да лишимо криминалаца могућности да избегну правду. Исти осећај је у 16. веку изразио Махарам Лублин. Други пример, који је навео Кац из истог одговора, такође показује да су јеврејски злочинци позивали на помоћ свештеника против ауторитета јеврејских судова обећавајући да ће постати преобраћеници у хришћанство.
Одлуке пољско-литванских рабина такође су често обележене ширином погледа, као што је пример одлуке Јоела Сиркеса да Јевреји могу да користе у својим верским службама мелодије које се користе у хришћанским црквама. , пошто музика није ни јеврејска ни хришћанска, и њоме управљају универзални закони.
Одлуке Лурије, Меира Каца и Мордекаја Јафеа показују да су рабини били упознати са руским језиком и његовом филологијом. Јафе је, на пример, у бракоразводној парници где је било у питању писање имена жене као Лупка или Лубка, одлучио је да је реч исправно написана са „б”, а не са „п”, пошто је порекло речи назив је био руски глагол лубит = „волети”, а не лупит = „тући”. Меир Кац објашњава да се име Брест-Литовск у бракоразводним случајевима пише „Брест”, а не „Бриск”, „јер већина литванских Јевреја користи руски језик”. Није тако са Бриском, у округу Кујава, где се име тог града увек пише „Бриск”. Кац на крају свог одговора изражава наду да ће, када Литванија постане просветљенија, људи говорити само једним језиком — немачким — и да ће и Брест-Литовск писати „Бриск”.

### Респонса
Репонса (респонса се састоји од скупа писаних одлука и одлука које дају правни учењаци као одговор на питања која су им упућена) је такође бацила занимљиво светло на живот литванских Јевреја и на њихов однос према хришћанским суседима. Бењамин Арон Солник у свом Мас'ат Биниамин (крај 16. и почетак 17. века) наводи да „хришћани позајмљују одећу и накит од Јевреја када иду у цркву”. Сиркес прича да је једна хришћанка дошла код рабина и изразила жаљење што није успела да спасе Јеврејина Шлиому од утапања. Један број хришћана је равнодушно посматрао док се Јевреј који се давио у води. Свештеник их је прекорио и жестоко претукао, који се појавио неколико минута касније, јер нису успели да спасу Јевреја.
Лурија даје извештај (Респонса, § 20) о свађи која се догодила у литванској заједници у вези са кантором кога су неки чланови желели да отпусте. Синагога је затворена како би се он спречио да обавља своје функције, а верске службе су због тога прекинуте на неколико дана. Ствар је потом пренета локалном господару, који је наредио да се зграда поново отвори, рекавши да се дом Божији можда неће затворити и да о захтевима кантора треба да одлуче учени рабини Литваније. Џозеф Кац помиње јеврејску заједницу којој су локалне власти забраниле да убија стоку и да продаје месо — занимање које је обезбедило егзистенцију великом делу литванских Јевреја. У периоду од годину дана након ове забране, јеврејска заједница је у неколико наврата процењивана по три гулдена по грлу стоке како би се обезбедила средства којима би се званичници навели да саслушају случај. Јевреји су коначно постигли споразум са градским магистратима по којем су морали да плаћају четрдесет гулдена годишње за право на клање стоке. Према Хилел бен Херцу, Нафтали каже да су Јевреји из Вилне били приморани да открију главе када су полагали заклетву на суду, али су касније од Трибунала стекли привилегију да се закуну покривеним глава, пракса која је касније постала непотребна одлуком једног од њихових рабина да се заклетва може положити непокривене главе.
Одговори Меира Лублина показују да су литванске заједнице често помагале немачке и аустријске Јевреје. Приликом протеривања Јевреја из Шлеске, када су јеврејски становници Силца имали привилегију да остану под условом да плате суму од 2.000 гулдена, литванске заједнице су допринеле једну петину суме.

### Гаон из Вилњуса
Верски обреди у великој мери дугују Илији бен Соломону (1720—1797), Гаону, који је живео у највећем литванском граду, Вилњусу. Његов стил проучавања Торе и Талмуда обликовао је аналитички облик учења у „литванском стилу” који се још увек практикује у већини јешива. Сам покрет јешива је типичан литвански развој, који је покренуо главни ученик Вилна Гаона, рабин Хаим Воложин.
Миснагдими су били рани противници хасидског јудаизма, предвођени Вилна Гаоном који је оштро осудио иновације хасида. Неколико истакнутих хасидских учењака и династија потичу из Литваније. Неке пољске хасидске династије чак су се населиле у Литванији, као што су оне Илије Винограда.

### Руско царство
Коначна трећа подела 1795. године окончала је постојање Пољско-литванске заједнице, а некадашње земље Велике кнежевине Литваније постале су део руске поделе.
До краја 19. века, многи од литванских Јевреја побегли су из источне Европе да би избегли антијеврејске погроме у Руском царству и антисемитизам. Десетине хиљада литванских Јевреја емигрирало је у Сједињене Америчке Државе и Јужну Африку. Мали број је такође емигрирао у британски мандат Палестине.

## Република Литванија
Литвански Јевреји су активно учествовали у ослободилачким ратовима Литваније. Влада Литваније је 29. децембра 1918. позвала добровољце да бране литванску државу; од 10.000 добровољаца више од 500 Јевреја. Више од 3.000 Јевреја служило је у литванској војсци између 1918. и 1923. Првобитно, јеврејска заједница је добила широку аутономију у образовању и опорезивању кроз савете заједнице.
До 1934. године, у националистичком тренду који се одразио широм Европе, влада је смањила већи део ове аутономије, а број случајева антисемитизма се повећао.
Након совјетске окупације у јуну 1941. године, неки јеврејски комунисти преузели су значајну улогу у НКВД-у и локалној комунистичкој номенклатури. Други Јевреји, посебно религиозни Јевреји и ционисти, били су грубо третирани од стране совјетске комунистичке владе у Литванији.
Неки Литванци, подстакнути екстремно десничарским групама као што су Гвоздени вук и нацистичка пропаганда, окривили су Јевреје за комунистички режим и учествовали у масовном убиству литванских Јевреја током Холокауста.

## Други светски рат
Пре немачке инвазије, становништво Јевреја је процењено на око 210.000, (литванско одељење за статистику тврди да је од 1. јануара 1941. било 208.000 Јевреја). Ова процена, заснована на званично обрачунатој предратној емиграцији унутар СССР-а (око 8.500), броју избеглих из гета у Каунасу и Вилњусу (1.500—2.000), као и броју преживелих у концентрационим логорима када су је ослободила Црвена армија (2.000—3.000), наводи број убијених литванских Јевреја у Холокаусту на 195.000 до 196.000. Тешко је проценити тачан број жртава Холокауста и овај број не може бити коначан или неоспоран. Бројеви које су дали историчари значајно се разликују у распону од 165.000 до 254.000, а већи број вероватно укључује Јевреје који нису Литваније међу другим (емпиријским) дисидентима Рајха који су означени као Јевреји убијени у Литванији.
Било је интервенција за спасавање Јевреја. У периоду од 16. јула до 3. августа 1940. холандски почасни конзул Јан Звартендијк у Каунасу обезбедио је за преко 2.200 Јевреја званичну трећу дестинацију за Курасао, карипско острво и холандску колонију за коју није била потребна улазна виза, или Суринам (који је након стицања независности 1975. , постао Суринам). Постојао је и званичник јапанске владе који је служио као вицеконзул за Јапанско царство, такође у Каунасу, Литванија. Током Другог светског рата, он је помогао око шест хиљада Јевреја да побегне из Европе тако што им је издао транзитне визе како би могли да путују преко јапанске територије, ризикујући свој посао и животе своје породице. Јевреји који су бежали били су избеглице из Западне Пољске коју су окупирали Немачка и источне Пољске под совјетском окупацијом, као и становници Литваније.
Већина литванских Јевреја је страдала у првој фази током првих месеци окупације и пред крај 1941. Инвазија Осовине на СССР почела је 22. јуна 1941. и поклопила се са јунским устанком у Литванији. Током дана пре немачке окупације Литваније, Литвански активистички фронт је напао совјетске снаге, преузео власт у неколико градова, ширио антисемитску пропаганду и извршио масакре над литванским Јеврејима и Пољацима. Један значајан масакр почео је у ноћи између 25. и 26. јуна када је Алгирдас Климаитис наредио својим 800 литванских војника да започну погром у Каунасу. Франц Валтер Шталекер, СС командант Ајнзац групе А, тврдио је да је до 28. јуна 1941. 3.800 људи убијено у Каунасу и још 1.200 у околним градовима у региону. Климаитисови људи су уништили неколико синагога и шездесетак јеврејских кућа. Током 1990-их, број жртава за које је Шталекер тврдио доведен је у питање и сматрало се да је вероватно преувеличан.
Немачки одреди смрти, Ајнзацгрупе, пратили су напредовање јединица немачке војске јуна 1941. године и одмах почели да организују убиства Јевреја. Прва забележена акција јединице Ајнзацгрупе (Ајнзацгрупе А) одиграла се 22. јуна 1941. у пограничном месту Гаргждаи, које је било једно од најстаријих јеврејских насеља у земљи и једино 18 km (11 mi) од опорављеног немачког Мемела. Отприлике 800 Јевреја је стрељано тог дана у ономе што је познато као масакр у Гарсдену. Приближно 100 Литванаца нејевреја такође је погубљено, многи зато што су покушавали да помогну Јеврејима. До октобра је убијено око 80.000 Јевреја, а до краја године око 175.000.
Јешива у Европи која је преживела Холокауст била је једина јешива Мир. Уз помоћ јапанског конзула у Каунасу, Чиуне Сугихаре, његове вође и студенти успели су да побегну у шангајски гето.

## Совјетска ера
Након протеривања нацистичких немачких снага 1944. године, Совјети су поново анексирали Литванију као совјетску републику и кривично гонили један број Литванаца због сарадње са нацистима. Места ратних масакра, као што је Девета тврђава код Каунаса, постала су споменици. Да би се избегле националистичке теме, спомен обележја су проглашена у име свих жртава, иако су очигледна већина Јевреја. Већина преживелих се никада није вратила, већ се преселила у Израел. Током совјетске владавине, постојала је напетост између јеврејске заједнице и власти око права на емигрирање у Израел и како правилно обележити Холокауст. Већина Јевреја у Совјетску Литванију стигла је после рата, са руским и јидишом као примарним језиком.
Упркос непостојању било какве намере да подржи пројекат, јеврејској заједници је 1944. године дозвољено да отвори Јеврејски музеј који се налазио у стану његовог првог директора Шмерла Качергинског. Институција је служила као центар заједнице који је добијао стотине упита из целог света о судбини појединих Јевреја у Литванији. Године 1945. музеј је премештен у бившу библиотеку гета и затворске зграде у Вилњусу. Прва изложба у музеју носила је назив „Брутално уништење Јевреја током немачке окупације”. Године 1949. Савет министара Литванске Совјетске Социјалистичке Републике је де факто затворио музеј када је наредио да се реорганизује у Музеј локалне историје Вилњуса. Јеврејска школа затворена је 1946. године, а она у Каунасу 1950. године. Јеврејско гробље у Виљнусу је поплочено, Стара синагога Виљнуса је сравњена са земљом, док су јеврејски надгробни споменици коришћени за изградњу степеница на брду Таурас, као и на Евангелистичкој реформисаној цркви. Док је институционализовано јеврејско памћење укинуто, неколицини споменика је дозвољено да наставе да живе, а најмање четрдесет пет од 231 меморијала Холокауста у Литванији је изграђено пре 1991. године. Стаљинова смрт донела је извесно побољшање у статусу литванских Јевреја, са новим јеврејским заједницама које су се преселиле у земљу из мање развијених делова СССР-а и извесним развојем наратива о Холокаусту током година. Књига Масовна убиства у Литванији објављена је 1965. и 1973. године као прва публикација која се директно бави темом Холокауста. Изложба Јевреја у Литванији отворена је у Каунасу и Вилњусу 1988. године као прва јавна изложба јеврејске културе било где у Совјетском Савезу. Литванско јеврејско културно удружење основано је 1988. године, а преименовано је у Литванску јеврејску заједницу 1991. године.

## Јевреји у модерној Литванији
Интерес међу потомцима литванских Јевреја подстакао је туризам и обнову у истраживању и очувању историјских ресурса и поседа заједнице. Све већи број литванских Јевреја је заинтересован за учење и вежбање употребе јидиша. Године 2000. јеврејско становништво у земљи било је 3.600.
Почетак 21. века обележили су сукоби између чланова Хабад-Лубавича и секуларних лидера. Године 2005, главног рабина Шолома Бер Кринског су физички уклонила из синагоге двојица мушкараца које је унајмио секуларни вођа заједнице г. Алперович, који је тада прогласио новог главног рабина.